# Joseph L. Galloway
Pour les articles homonymes, voir Galloway (homonymie).
Lee Joseph « Joe » Galloway, né le 13 novembre 1941 à Refugio au Texas et mort le 18 août 2021 à Concord (Caroline du Nord), est un correspondant et un chroniqueur de presse américain. Il est l'ancien conseiller pour les affaires militaires du groupe de presse Knight Ridder et chroniqueur pour McClatchy Newspapers jusqu'à sa retraite en 2010.

## Carrière

### Presse
Joseph L. Galloway commence sa carrière au quotidien texan The Victoria Advocate, puis travaille pour United Press International (UPI) à Kansas City et Topeka. Plus tard, il occupe les fonctions de chef de bureau ou gestionnaire régional à Tokyo, au Vietnam, à Jakarta, New Delhi, Singapour, Moscou et Los Angeles.
Pendant la guerre du Viêt Nam, Joseph L. Galloway travaille à trois reprises au Viêt Nam pour UPI, à partir de 1965. Il est décoré pour le sauvetage de soldats américains blessés sous le feu nourri de l'ennemi pendant la bataille de Landing Zone X-Ray dans la vallée de la Drang.

### Œuvres
Avec le lieutenant-général Harold G. Moore, Joseph L. Galloway écrit un compte rendu détaillé de ces expériences dans un best-seller de 1992, We Were Soldiers Once ... And Young, adapté au cinéma en 2002 sous le titre Nous étions soldats (We Were Soldiers), dans lequel Joseph L. Galloway est interprété par l'acteur Barry Pepper et Mel Gibson joue le lieutenant-colonel Moore. En 2008, il publie une suite sous le titre de We Are Soldiers Still: A Journey Back to the Battlefields of Vietnam.

## Distinctions
En 1991, Joseph L. Galloway a reçu le National Magazine Award pour ses articles couvrant la bataille de Ia Drang au Viêt Nam.
En 1998, il a reçu la Bronze Star pour avoir sauvé des soldats blessés sous le feu dans la vallée de la Drang au Viêt Nam en novembre 1965. Ce fut la seule médaille attribuée à un civil au cours de la guerre du Viêt Nam.